# 佛教用语列表
本條目列出與佛教相關的部分術語和條目，按照术语的汉语拼音字母排列。

## 列表

### A
- 阿含經
- 阿毗達摩
- 阿賴耶識
- 阿蘭若
- 阿罗汉
- 阿弥陀佛
- 阿彌陀經
- 阿修羅 (佛教)
- 阿育王
- 阿育王塔 (消歧義)
- 阿育王柱
- 安那般那念、入出息念
- 安居、結夏安居

### B
- 八部众
- 八不中道
- 八大地獄
- 八大龙王
- 八苦
- 八正道、八聖道
- 巴利三藏
- 本來自性清淨涅槃
- 比丘
- 比丘尼
- 波罗密
- 般若
- 般涅槃
- 不空
- 不空如來藏
- 部派佛教
- 布施

### C
- 曹洞宗
- 曹溪宗
- 禪
- 禪定
- 禪那
- 禅修
- 禅宗
- 塵沙惑
- 持戒
- 出家 (佛教)
- 出家众
- 出世间、出世间法
- 畜生道
- 初轉法輪
- 慈 (佛教)
- 卒塔婆、窣堵坡
  - 塔婆

### D
- 大悲咒
- 大乘佛教
- 大地法
- 大千世界
- 大寺（摩诃毗诃罗）
- 大善地法
- 大寺派（摩诃毗诃罗派）
- 大藏经
- 大宗派（大派、大宗、摩诃尼柯耶、摩诃尼迦耶）
- 岛史
- 道種智
- 第八識
- 地獄
- 独觉

### E
- 餓鬼
- 二十八佛

### F
- 法 (佛教)
- 髮舍利
- 法塵
- 法华经
- 法句經
- 法輪
- 法相宗
- 法宗派（法宗、达摩育帝迦尼柯耶）
- 佛
- 佛教
- 佛教圣地
- 佛教修行制度
- 佛教哲学
- 佛经
- 佛菩提道
- 佛寺（寺院）
- 佛塔
- 佛土
- 佛陀
- 佛像
- 佛性
- 佛音
- 佛足石

### G
- 根機
- 灌顶
- 观 (佛教)
- 观无量寿经
- 觀世音菩薩
- 过去帐
- 皈依

### H
- 和尚
- 虹光化身
- 化身
- 化制二教
- 黄檗宗
- 迴向
- 化緣

### J
- 極樂世界
- 集結
- 即身成佛
- 吉祥八宝
- 加持
- 袈裟
- 見惑
- 结使
- 戒律
- 解脫道
- 金剛 (消歧義)#佛教
  - 金刚
  - 金刚禅
  - 金刚经
  - 金剛頂經
- 經
- 精進
- 淨土
- 净土宗
- 净土真宗
- 九次第定
- 居士
- 具足
- 具足戒
- 俱舍论
- 俱舍宗
- 觉 (佛教)

### K
- 空性
- 空行母
- 空如來藏

### L
- 楞嚴經
- 六道
- 六境
- 六入（六处）
- 鹿野苑
- 轮回
  - 輪迴 (佛教)
- 論
- 律

### M
- 密宗
- 明心见性
- 末那識

### N
- 南山律宗
- 南山三观
- 尼柯耶
- 涅槃

### P
- 判教
- 辟支佛（獨覺佛）
- 菩萨
- 菩提心

### Q
- 七佛通偈
- 七部众
- 伽陀[1]
- 伽蓝

### R
- 人道 (佛教)
- 忍辱
- 肉髻
- 肉身佛
- 如來藏

### S
- 三宝
  - 三宝 (佛教)
- 三法印、三相
- 三毒
- 三十七道品
- 三苦
- 三界
- 三無漏學
- 三藏
- 三藏法师
- 三轉法輪
- 色 (佛教)
- 色界
- 僧官
- 僧伽
- 僧阶
- 上座部
- 上座部佛教
- 声闻
- 胜解
- 舍利
- 羅
- 世間法、世間
- 十大弟子
- 十八罗汉
- 十八界
- 十二處
- 十二因緣
- 十六罗汉
- 实相
- 释迦牟尼
- 首楞嚴經
- 思惑
- 四大部洲
- 四法界
- 四梵住
- 四聖谛
- 四生
- 四加行
- 四念處
- 四向四果
- 四正勤
- 四众

### T
- 塔
- 天 (佛教)
- 天龙八部
- 天人 (佛教)
- 天台宗

### W
- 唯识
- 我 (佛教)
- 我見
- 我所
- 我執
- 卐字（萬字）
- 亡人落道
- 無常 (佛教)
- 無記
- 無明
- 無色界
- 無始無明
- 無為法
- 無我
- 無餘涅槃
- 無住處涅槃
- 无著
- 五道
- 五方佛
- 五盖
- 五根
- 五戒
- 五力
- 五色 (佛教)
- 五識
- 五十二位
- 五时八教
- 五位百法
- 五陰
- 五蕴
- 五智
- 五濁

### X
- 小乘佛教
- 修行
- 信 (佛教)
- 行 (佛教)
- 行者 (佛教)
- 須彌山
  - 須彌山 (佛教)
- 虚空 (佛教)

### Y
- 业 (佛教)
- 一佛乘
- 一闡提
- 一念無明
- 一切法
- 因果
- 因明學
- 異熟識
- 意識
- 應化身
- 應供
- 有 (佛教)
- 有情
- 有輪
- 有為法
- 有餘涅槃
- 欲界
- 瑜伽行唯识学派
- 愿 (佛教)
- 缘起
- 緣覺
- 原始佛教

### Z
- 在家众
- 藏传佛教
- 真如
- 真身舍利
- 止 (佛教)
- 众生
- 中道 (佛教)
- 中阴身
- 祗陀林[2]
- 祗园精舍
- 轉世
- 轉法輪經
- 總持如來藏

## 部分釋義

### 盖
翻译为汉语“盖”的佛学术语有两种：
一种是梵语nīvarana或āvarana，义爲覆障，意味着把清静的心覆盖起来，也就烦恼的意思。
第二种是梵语chattra，巴利語chatta，义爲伞，可译为伞盖；作为庄严佛具时，也叫幡盖、天盖。

### 头燃
所谓的“烦恼”，一向被比喻为烧尽身心的火焰。这种强烈的烦恼之火，迫在眉睫，如同燃烧在头上，也就是所谓“头燃”。理解到轮回众生皆有如此烦恼，理所当然的会想扑灭头上的火，再无一刻闲暇用来遊玩，应该入于佛道，扑灭烦恼焰，这叫“如救头燃”。

### 变相
“变相”，也被译成“变”、“神变”、“经变”、“变相图”等，密教则称为“曼陀罗”，原本是佛陀、圣人变化姿容，渡化众生之意，转而指用绘画、雕刻等艺术方式记录佛教故事、经文，描绘地狱及净土的画面。

### 法臘
法腊，也称戒腊、夏腊。指自从受具足戒（即比丘戒）已过去的年岁数目；或比丘每年参加结夏安居，共参加的年岁数目。是佛教僧团身份、僧阶高低的参考标准之一。
僧人出家後先当沙弥，到了二十岁以上，可受具足戒，受戒後称为比丘（女性爲比丘尼）。比丘每年三月必须参加僧团结夏安居，足不出户，不伤虫蚁，行布萨（诵戒）、忏悔。

### 螺髮
佛教传说佛陀有三十二大丈夫相、八十随形好，头顶有“肉髻”爲其中之一。
所谓肉髻，即佛陀头上的肉如同无数的小海螺一样突起，如同髮髻一般，也称螺髮、螺髻。释迦牟尼佛在成佛前，放弃太子身份，离开王宫，到山野中出家修行，当即用小刀剃掉頭髮，只留下两个关节长的短髮。他成佛後，头上长出肉髻，遮蔽於短髮之下。

### 四大、五大、六大
所谓的“大”，用现代话来说就是“元素”。
佛教继承古印度诸宗教的说法，認為万事万物由地、水、火、风四种性质的元素构成，这成为“四大”、“四大種”。後来部派佛教时期，在四大之上添加“限定虚空”，称为“五大”、“五轮”，但不能稱“五大種”。密宗佛教在五大之上再加上识，称为“六大”。
密宗认为，大日如来，以及众生身心和世界万物，都由六大构成，故彼此无差别，是圆融一体的。

## 相关
佛和菩萨列表